# 我生命中的女人
《我生命中的女人》（法語：La Femme de ma vie）是何吉·瓦格內執導的法国电影，於1986年上映。

## 剧情
西蒙是一位著名的小提琴家，後來成了酒鬼。七年前，他的妻子劳拉創建了一支古典樂團，他是樂團的三大支柱之一。在震顫性譫妄發作後，他遇到了曾經也像他一样酗酒的皮埃爾。皮埃爾已经成功戒掉了酒癮，他決定幫助西蒙。但是，這改變了西蒙與劳拉的關係，劳拉也總是想將西蒙從酒癮中解救出來但徒劳无果，于是她對陌生人的成功感到不滿。她變得非常嫉妒，不自覺地開始想方設法讓西蒙重新酗酒。

## 演员
- 克里斯托夫·馬拉沃伊（英语：Christophe Malavoy） 饰 西蒙
- 珍·柏金 饰 劳拉
- 尚-路易·特罕狄釀 饰 皮埃尔
- 碧翠斯·艾格妮（英语：Béatrice Agenin） 饰 玛丽昂
- 安德烈·瑟韋林（英语：Andrzej Seweryn） 饰 贝尔纳
- 迪狄耶·桑德蕾（英语：Didier Sandre） 饰 格扎维埃
- 多明妮克·布蘭 饰 西尔维娅
- 傑克斯·梅西耶 饰 雅克，法蘭西島國家交響樂團（英语：Orchestre National d'Ile de France）指揮
- 埃尔莎·伦吉尼 饰 埃洛伊丝（埃尔莎）
- 弗洛倫特·帕尼（英语：Florent Pagny） 饰 塞尔日
- 娜達·史特蘭卡爾 饰 纳塔莉
- 傑里米·芭黎絲 饰 斯蒂芬
- 古格里·比斯穆特 饰 伯努瓦

## 荣誉
導演何吉·瓦格內憑藉《我生命中的女人》獲得1987年凱撒獎最佳處女作奖。

## 配乐
片中珍·柏金和埃尔莎的二重唱《不要走》被重新錄製成唱片版本，这将成为当时只有13岁的歌手埃尔莎的第一个重大成功。